# 弗耶尔
弗耶尔（法語：Feuillères，法語發音：[fœjɛʁ]）是法国上法蘭西大區索姆省的一个市镇，属于佩罗讷区。

## 地理
弗耶尔（49°56'51"N, 2°50'47"E）面积5.89 平方千米，位于法国上法蘭西大區索姆省，该省份为法国北部沿海省份，北起加来海峡省和北部省，西接滨海塞纳省和大西洋英吉利海峡，南至瓦兹省，东临埃纳省。
与弗耶尔接壤的市镇（或旧市镇、城区）包括：索姆河畔克莱里、弗洛库尔、弗里斯、埃莫纳库、埃尔贝库尔。
弗耶尔的时区为UTC+01:00、UTC+02:00（夏令时）。

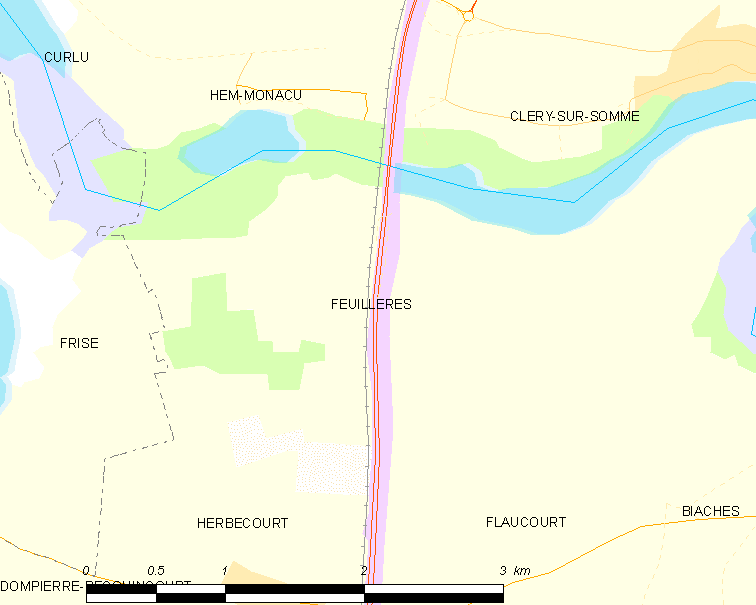
弗耶尔的OSM定位图

## 行政
弗耶尔的邮政编码为80200，INSEE市镇编码为80307。

## 政治
弗耶尔所属的省级选区为佩罗讷县。

## 人口

1962-2008年间弗耶尔人口变化图示

弗耶尔于2022年1月1日时的人口数量为157人。